# Бая (комуна, Сучава)
Бая (рум. Baia) — комуна у повіті Сучава в Румунії. До складу комуни входять такі села (дані про населення за 2002 рік):
- Бая (5445 осіб) — адміністративний центр комуни
- Богата (1348 осіб)

Комуна розташована на відстані 331 км на північ від Бухареста, 26 км на південь від Сучави, 107 км на захід від Ясс.

## Історія
- 15 грудня 1467: битва при Баї

## Населення
За даними перепису населення 2002 року у комуні проживали 6793 особи.
Національний склад населення комуни:
| Національність | Кількість осіб | Відсоток |
| -------------- | -------------- | -------- |
| румуни         | 6746           | 99,3%    |
| цигани         | 47             | 0,7%     |

Рідною мовою назвали:
| Мова      | Кількість осіб | Відсоток |
| --------- | -------------- | -------- |
| румунська | 6792           | > 99,9%  |
| циганська | 1              | < 0,1%   |

Склад населення комуни за віросповіданням:
| Релігія      | Кількість осіб | Відсоток |
| ------------ | -------------- | -------- |
| православні  | 6689           | 98,5%    |
| бретрени     | 22             | 0,3%     |
| старообрядці | 6              | 0,1%     |
| адвентисти   | 3              | < 0,1%   |
| реформати    | 2              | < 0,1%   |

## Зовнішні посилання
- Дані про комуну Бая на сайті Ghidul Primăriilor [Архівовано 15 травня 2012 у Wayback Machine.]